# 俄国共产党（布尔什维克）第八次代表大会
俄国共产党（布尔什维克）第八次代表大会（俄语：Восьмой съезд Российской коммунистической партии (большевиков)），简称俄共（布）八大（VIII съезд РКП(б)），于1919年3月18日—23日在苏俄首都莫斯科的克里姆林宫召开。俄共八大是此前在克里姆林宫元老院召开了共产国际第一次代表大会，即共产国际成立后的第一次党代会。
参加此次会议的有301名有投票权的代表，代表313766名党员。另外，还有102名协商代表参加，只有发言权，没有投票权。其中220495人代表俄罗斯。500名参会者中17%为犹太人，63%为俄罗斯人。
此次会议上形成了反对俄共布一党专制，主张恢复无产阶级专政的民主集中派。

## 会议内容
此次会议上选举产生了俄国共产党（布尔什维克）的第8届中央委员会，由19人组成，通过了新党章（一直持续到1961年）。并正式成立了政治局、中央书记处、组织局。政治局有正式成员五人：列宁、托洛茨基、斯大林、加米涅夫、克列斯京斯基，及三名候补成员：季诺维也夫、加里宁、布哈林。克列斯京斯基代替已死亡的斯维尔德洛夫任党的书记。
会议内容主要涉及了是否应在红军中任用原沙皇俄国军官的问题，导致了大会军事反对派的形成，列宁认为伏罗希洛夫在察里津战役中因未能去除旧有的党派斗争而有罪，并于会议中击败军事反对派。会议还成立了全俄政治委员局，即后来的苏军总政治部。会议还讨论了燃料食品短缺的问题
通過了關於組織問題的決議。在這個決議中就黨的建設、蘇維埃的建設以及黨和蘇維埃的相互關係等三個問題闡明了黨的任務。
決議首先對共產黨下了定義。根據決議，共產黨被定性為“無產階級和貧農的先鋒，即把這兩個階級中決心自覺地實現共產主義綱領的那部分人集結成自己的隊伍的組織”，這個組織的任務是在工會、協會、農村公社等所有組織中贏得“決定性的影響和全面的領導”，特別是爭取在作為國家組織的蘇維埃中實現黨的綱領和完全的統帥作用。為此，決議提出了在所有蘇維埃組織（也不限於蘇維埃組織）中建立必不可少的嚴守黨紀的支部以及在蘇維埃組織中工作的所有共產黨員都應加入支部的方針。決議指出，黨通過在蘇維埃內部的平凡的、充滿自我犧牲精神的實踐活動，通過在蘇維埃所用崗位上配備最堅定的黨員，應該爭得完全的政治統治及對蘇維埃工作的事實上的監督。
決議後半部分“黨組織的職能與蘇維埃式的國家機關的職能在任何情況下都不能混同起來。這種混同將造成毀滅性的結果，在軍事問題上尤其如此。黨必須通過蘇維埃機關，在蘇維埃憲法的範圍內實行自己的決定。黨要努力領導蘇維埃的活動，但不是取而代之。”決議的末尾進而這樣說道：“必須告訴黨員，黨組織決不能對蘇維埃進行無微不至的監護，必須向黨員反复叮囑，列身於俄國共產黨的隊伍，決不能帶來任何特權，而只能被賦予更重大的責任。”
決議中有關“黨的建設”的部分也談到了黨員與蘇維埃機關的關係。在這一部分中特別重視克服蘇維埃機關內黨員的官僚主義問題，並提出了一下方針：作為防止沾染脫離群眾和官僚主義作風的方法，蘇維埃黨員代表每兩週要向選舉人做一次以上的報告；從事蘇維埃工作逾三個月者至少要回工廠一個月。